# Thermes de Titus
Les thermes de Titus sont des thermes romains construits à Rome par l'empereur Titus, en 81. Ils sont situés sur l'Oppius,  tout petit
promontoire qui prolonge de l'Esquilin, immédiatement à l'ouest de la Domus aurea de Néron, abandonnée après la mort de celui-ci, et juste au nord du Colisée. De nos jours, leur emplacement, où il ne reste que peu de vestiges, se trouve dans le rione de Monti.

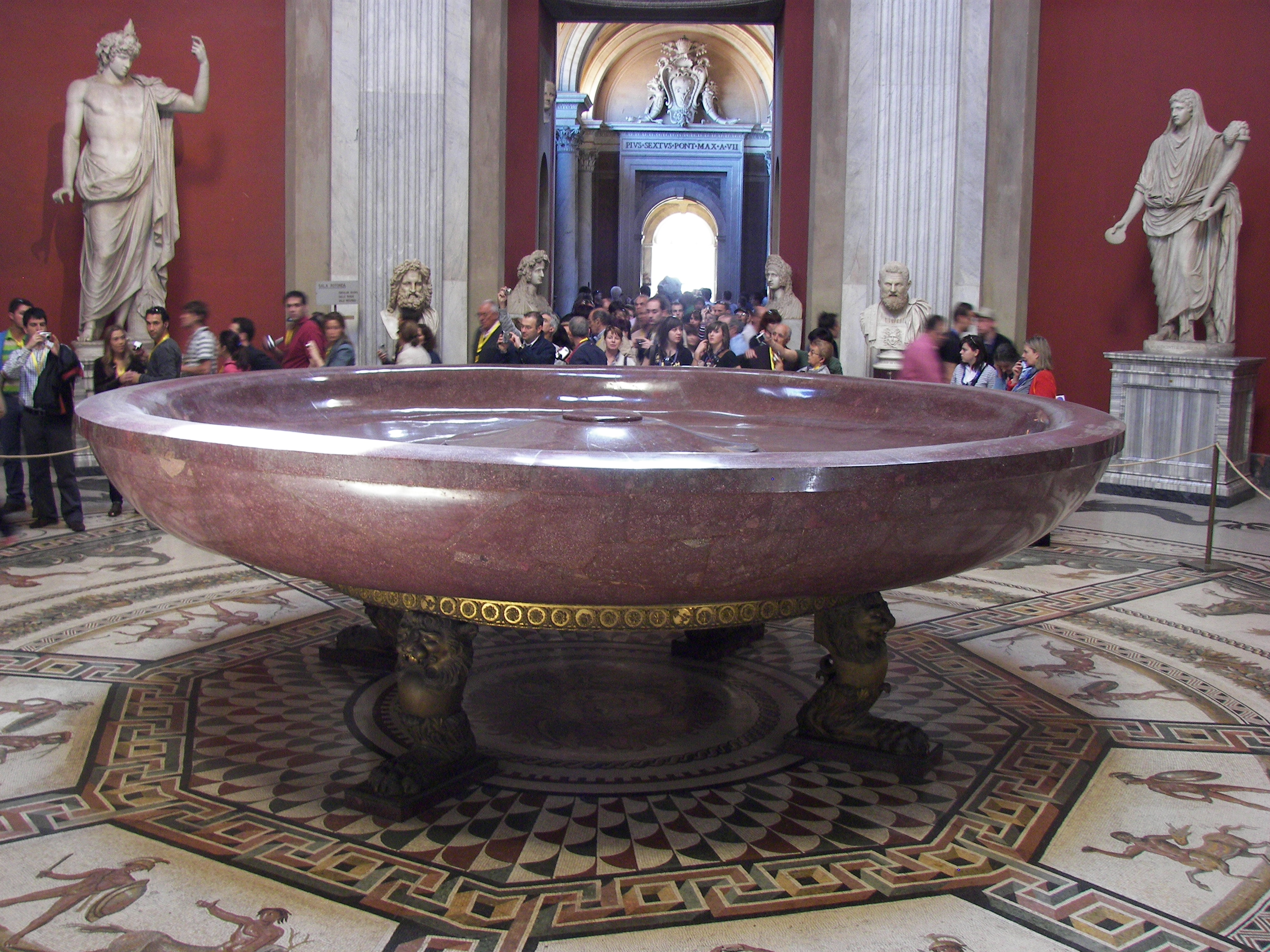
Labrum (bassin) des thermes de Titus, en porphyre. Musée Pio-Clementino, Vatican.

## Descriptif
La construction des thermes de Titus a été menée très rapidement, peut-être sur les installations thermales préexistantes de la Domus aurea. Leur surface est peu importante, si bien que Trajan put établir son propre établissement (thermes de Trajan), beaucoup plus vaste, à proximité immédiate, au nord-est, à peine quarante ans plus tard ! 
Du Colisée, construit en même temps, on accédait aux thermes par un grand escalier. 
Le plan des thermes de Titus est bien connu, mais les fouilles ont été remblayées, et on ne peut pratiquement rien en voir aujourd'hui, à part de très modestes vestiges appartenant à une salle en exèdre, dans le jardin public. Les autres vestiges de la zone appartiennent soit à la Domus aurea, soit aux thermes de Trajan.

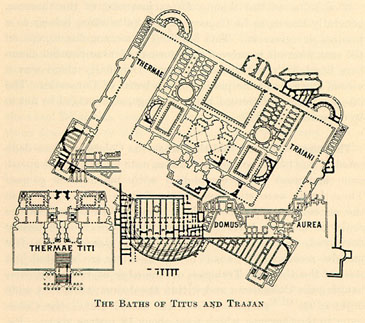
Plan de la Domus aurea et des thermes de Trajan et de Titus
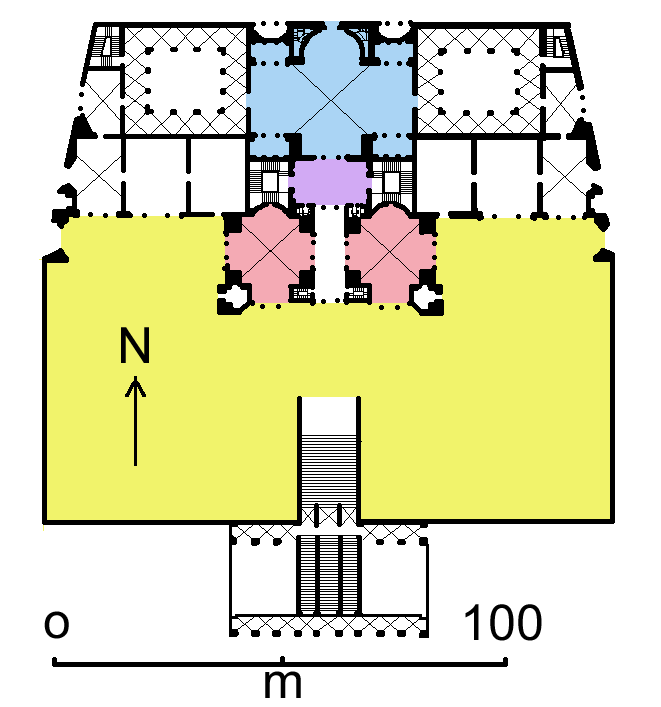
Plan des thermes de Titus